# Copris boucardi
Copris boucardi är en skalbaggsart som beskrevs av Edgar von Harold 1869. Copris boucardi ingår i släktet Copris och familjen bladhorningar. Inga underarter finns listade i Catalogue of Life.